# Nematoscelis
Nematoscelis – rodzaj szczętek z rodziny Euphausiidae obejmujący siedem gatunków. 
Nazwa Nematoscelis pochodzi  z greki klasycznej, od rzeczownika nēma (nić) i rzeczownika scelis (noga) i oznacza "nitkowata noga", "nitkowate odnóże". 
Gatunki:
- Nematoscelis atlantica
- Nematoscelis difficilis
- Nematoscelis gracilis
- Nematoscelis lobata
- Nematoscelis megalops
- Nematoscelis microps
- Nematoscelis tenella